# Rosemarie Schubert
Rosemarie Schubert (* 7. November 1943 in Breslau) ist eine ehemalige deutsche Speerwerferin, die für die DDR startete.
Bei den Olympischen Spielen 1964 in Tokio wurde sie Zwölfte.
Ihre persönliche Bestleistung von 54,66 m stellte sie am 9. Mai 1964 in Leipzig auf.
Schubert startete für den SC Dynamo Berlin.